# Модест (Никитин)
Архиепи́скоп Моде́ст (в миру Ти́хон Никола́евич Ники́тин; 12 (24) августа 1867, Воронеж — 2 декабря 1937, Смоленск) — епископ Русской православной церкви, архиепископ Вяземский. Отец философа А. Н. Чанышева.

## Биография
Родился 12 августа 1867 года в Воронеже в семье диакона. Учился в сельской школе села Чертовицкое Воронежской губернии. В 1878 году поступил в Воронежское духовное училище, по окончании которого в 1883 году продолжил учёбу в семинарии и в 1889 году выпустился из Воронежской духовной семинарии с направлением преподавания в начальной школе.
С 6 июня 1889 года служил псаломщиком Трёхсвятительской церкви Воронежского духовного училища и учитель певчих архиерейского хора.
6 октября 1891 года рукоположен в сан священника и назначен к Димитриевской церкви слободы Никитовки Валуйского уезда Воронежской епархии. Одновременно с 10 марта 1893 года законоучитель Никитовской церковноприходской школы.
С 12 июня 1896 года по 18 ноября 1899 года наблюдатель церковно-приходских школ Валуйского уезда. 3 апреля 1897 года награждён набедренником.
В 1898 году умирает его жена. 18 октября 1899 года выходит за штат, в связи с поступлением в Московскую духовную академию. В 1903 года окончил Московскую духовную академию со степенью кандидата богословия.
С июля 1903 года — священник Всехсвятской церкви в городе Феодосия Таврической епархии. С 13 января 1904 года законоучитель Феодосийского учительского института.
С 21 августа 1904 года — священник Тихвино-Онуфриевской церкви города Воронежа и сверхштатный член Воронежской духовной консистории. 22 марта 1905 года награжден бархатной фиолетовой скуфьей. Одновременно с 20 сентября 1905 года законоучитель Воронежской фельдшерской школы и женской гимназии Кожевниковой. 24 марта 1907 года награжден камилавкой.
25 октября 1907 года освобождён от должности сверхштатного члена Воронежской духовной консистории. 8 ноября 1907 года разрешено войти в состав братии Московского Чудова мужского монастыря с принятием монашества. 23 ноября 1907 года поступил послушником в Чудов монастырь, а 14 декабря того же года пострижен в монашество.
16 февраля 1908 года назначен настоятелем Московского Знаменского мужского монастыря, в связи с чем 24 февраля 1908 года возведён в сан архимандрита.
Одновременно с 7 мая 1908 года — наблюдатель послушнических школ столичных московских монастырей.
С 17 декабря 1908 года по 14 декабря 1912 года — благочинный мужских и женских монастырей Московской епархии. Одновременно с 24 апреля 1909 года — наблюдатель церковно-приходских школ города Москвы.
17 июля 1913 года назначен епископом Верейским, пятым викарием Московской епархии. 4 августа 1913 года хиротонисан во епископа Верейского, пятого викария Московской епархии, с оставлением в должности настоятеля Московского Знаменского мужского монастыря.
С 7 октября 1913 года — заведующий Московскими пастырскими курсами.
2 мая 1914 года переименован в четвёртого викария Московской епархии.
Награждён орденом Св. Владимира IV (1913) и III (1914) ст.
19 мая 1914 года назначен настоятель Московского Покровского миссионерского мужского монастыря.
24 мая 1914 года переименован в третьего викария Московской епархии.
Во многом именно благодаря его такту и терпению удалось примирить с официальным церковным руководством тех имяславцев, которые занимали по отношению к Синоду решительную и непримиримую позицию. О своей полной поддержке имяславцев епископ Модест вновь засвидетельствовал в письме на имя главного редактора журнала «Дым отечества» А. Л. Гарязина, одного из наиболее активных защитников афонских иноков.
25 ноября 1916 года переименован во второго викария Московской епархии.
8 мая 1917 года назначен временным управляющим Рязанской епархией.
9 октября 1917 года назначен епископом Севастопольским, викарием Таврической епархии, однако 11 декабря того же года уволен на покой по болезни с назначением ему местожительства в Белогорском монастыре Воронежской епархии.
В сентябре 1921 года назначен епископом Аксайским, викарием Донской епархии.
Весной 1922 года назначен епископом Усть-Медведицким, викарием Донской епархии.

### В обновленчестве
В 1922 году признал обновленческое Высшее церковное управление и 31 мая 1922 года назначен временно управляющим Царицынской епархией и член Временного царицынского епархиального управления. 19 июля 1922 года утвержден председателем Царицынского епархиального управления.
21 июля 1922 года назначен епископом Царицынским и Усть-Медведицким. Кафедра располагалась в Александро-Невском соборе города Царицына.
Одновременно с 21 июля по 7 сентября 1922 года был временным управляющим Ростовской (на Дону) епархией.
12 ноября 1922 года утверждён епископом Царицынским и Усть-Медведицким с возведением в сан архиепископа.
В апреле 1923 года назначен архиепископом Тверским, председателем Тверского обновленческого епархиального управления. Кафедра располагалась в Преображенском соборе Твери. С 10 октября 1923 года епархией не управлял.
В декабре 1923 года назначен архиепископом Владимирским и Шуйским, председатель Владимирского обновленческого епархиального управления. Кафедра располагалась в Успенском соборе Владимира.
1 марта 1924 года назначен архиепископом Донским и Новочеркасским, председателем Донского обновленческого епархиального управления. Кафедра располагалась в Вознесенском соборе Новочеркасска.
В июне 1924 года участник обновленческого Всероссийского предсоборного совещания.
В апреле 1925 года переименован в архиепископа Верхнедонского и Новочеркасского, председателя Верхнедонского обновленческого епархиального управления. Кафедра располагалась в Петропавловском соборе города Шахты.
В октябре 1925 года был участником «3-го Всероссийского поместного собора» (второго обновленческого).
В октябре 1925 года назначен архиепископом Пензенским и Саранским, председателем Пензенского обновленческого епархиального управления. Кафедра располагалась в Петропавловской церкви города Пензы. В декабре того же года уволен на покой и Проживал в Новочеркасске.
В 1926 году вновь избран архиепископом Верхнедонским и Новочеркасским, председателем Верхнедонского обновленческого епархиального управления. 24 августа 1926 года утвержден архиепископом Верхнедонским и Новочеркасским, председателем Верхнедонского обновленческого епархиального управления.
В декабре 1926 года назначен архиепископом Севастопольским и Ялтинским. Кафедра располагалась в Покровском соборе Севастополя. С 31 января 1927 года председатель Севастопольского епархиального управления и заместитель председателя Крымского митрополитанского церковного управления.
5 июля 1927 года награжден правом ношения креста на клобуке и уволен на покой.
5 августа 1927 года назначен архиепископом Астраханским и Енотаевским, председателем Астраханского обновленческого епархиального управления. Кафедра располагалась в Успенском соборе Астраханского кремля.
В апреле 1929 года назначен архиепископом Саратовским и Нижне-Волжским, управляющим Нижне-Волжской обновленческой митрополией и председатель Нижне-Волжского краевого митрополитанского церковного управления. Кафедра располагалась в Александро-Невском соборе Саратова.
Весной 1930 года возведён в сан митрополита.
10 июня 1930 года назначен митрополитом Псковским и Порховским, председателем Псковского обновленческого епархиального управления. Кафедра располагалась в Троицком соборе Псковского кремля. 17 июня 1931 года уволен на покой.

### В Патриаршей церкви
Принёс покаяние и был принят в клир Русской православной церкви в сане епископа в 1931 году. 18 октября 1931 года назначен епископом Уральским.
9 января 1933 года уволен на покой. Служил настоятелем церкви в посёлке Шаховская Московской области.
24 августа 1933 года назначен епископом Вяземским, викарием Смоленской епархии. Кафедра располагалась в Богоявленском (нижнем) храме Введенской церкви Вязьмы.
8 мая 1934 года направил Заместителю Патриаршего Местоблюстителя митрополиту Сергию (Страгородскому) рапорт, в котором поздравлял его с возведением в достоинство блаженнейшего митрополита Московского и Коломенского.
17 марта 1936 года возведён в сан архиепископа.
С ноября 1936 года временно управлял Смоленской епархией.
29 октября 1937 года арестован Вяземским РО УНКВД. Содержался в тюрьме города Вязьмы. 20 ноября 1937 г. постановлением Тройки УНКВД СССР по Смоленской области приговорен к высшей мере наказания. 2 декабря 1937 года расстрелян. Реабилитирован 28 сентября 1957 года.